# 인천송원초등학교
인천송원초등학교는 대한민국 인천광역시 연수구에 있는 초등학교이다.

## 학교 연혁
- 2013. 03. 01 인천송원초등학교 개교(12학급)
- 2013. 03. 01 초대 진영서 교장선생님 취임
- 2013. 06. 07 개교 기념식 시행
- 2014. 02. 14 제1회 졸업식
- 2014. 03. 01 21학급 편성
- 2014. 09. 01 제2대 이용길 교장선생님 취임
- 2014. 09. 01 26학급 편성
- 2015. 02. 13 제2회 졸업식
- 2015. 03. 01 행복배움준비학교 지정
- 2015. 03. 01 초등학교 30학급 인가
- 2015. 04. 10 학교교육설명회 개최
- 2015. 05. 25 중국 위홍초등학교와 교류협약 체결
- 2015. 08. 28 가족과 함께하는 나라꽃 무궁화 심기
- 2016. 11. 16 송원초 학예회 개최

## 참고 자료
- 인천송원초등학교 - 한국교육학술정보원 학교알리미